# Ramal ferroviario Bragado-Lincoln-Villegas-Realicó-Colonia Alvear
El Ramal Bragado - Lincoln - Villegas - Realicó - Colonia Alvear pertenece al Ferrocarril Domingo Faustino Sarmiento, Argentina.

## Ubicación
Se halla en las provincias de Buenos Aires, La Pampa, San Luis y Mendoza. 
En Buenos Aires a través de los partidos de Bragado, General Viamonte, Lincoln, General Pinto, Florentino Ameghino y General Villegas.
Tiene una extensión de 682 km y une las localidades de Bragado y Colonia Alvear Oeste (Mendoza).

## Servicios
Es un ramal secundario de la red.
En el año 2008 el FCUP desarrolló el proyecto de reactivación de servicios de pasajeros en el tramo Lincoln a Realicó, realizando un viaje de prueba en agosto de 2009, con enorme repercusión en las poblaciones que atravesaba. El servicio comenzó a operar regularmente desde agosto de 2011, quedando a cargo de su operación la SOFSE en acuerdo con el FCUP, cuya inauguración fue encabezada por la presidenta Cristina Kirchner. La Operadora Ferroviaria extendió el servicio una vez por semana entre Bragado y Realicó. El FCUP continuó presentando sus propuestas, en este caso dos extensiones del servicio, a Rancul y a General Pico. Desde julio de 2014 el servicio fue extendido solo hasta General Pico, siendo inaugurado por el ministro Florencio Randazzo con el gobernador pampeano y las autoridades del FCUP (hay publicaciones en Redes de Integración).
Desde agosto de 2015 no se prestan servicios de pasajeros.
En cuestión de cargas, sus vías están concesionadas a las empresas FerroExpreso Pampeano S.A. y Trenes Argentinos Cargas.

Entre los años 1994 y 2013, Ferrobaires operaba este ramal cuando hacía el servicio Once - Lincoln.
En abril de 2022, la comunidad de Los Toldos, pidió por el restablecimiento del servicio de pasajeros hasta esta localidad.

## Historia
El ramal fue construido por la empresa Ferrocarril Oeste de Buenos Aires.
El trayecto desde Chamaicó hasta Bowen fue clausurado por Decreto Nacional 2294/77 del día 5 de agosto de 1977. 
El Consorcio de Cooperación Ferrocarril Unión Pacífico (FCUP), que está formado por 7 intendencias municipales de 4 provincias + el IAF, por las que atraviesa el citado ramal, está trabajando en su rehabilitación hasta Colonia Alvear Oeste y de allí los ramales del Ferrocarril San Martín hasta Malargüe para acceder a los pasos internacionales El Pehuenche y Las Leñas. Los sectores de vía entre Chamaicó y Colonia Alvear Oeste; desde Colonia Alvear Oeste hacia General Alvear; y desde Colonia Alvear Oeste hasta Carmensa, se encuentran a cargo del Consorcio FCUP conforme a los convenios celebrados con el Estado Nacional.

## Imágenes

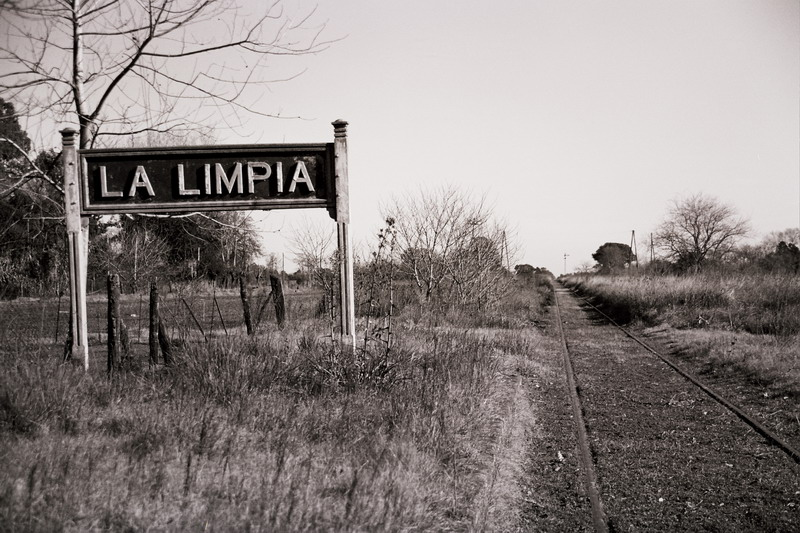
La Limpia
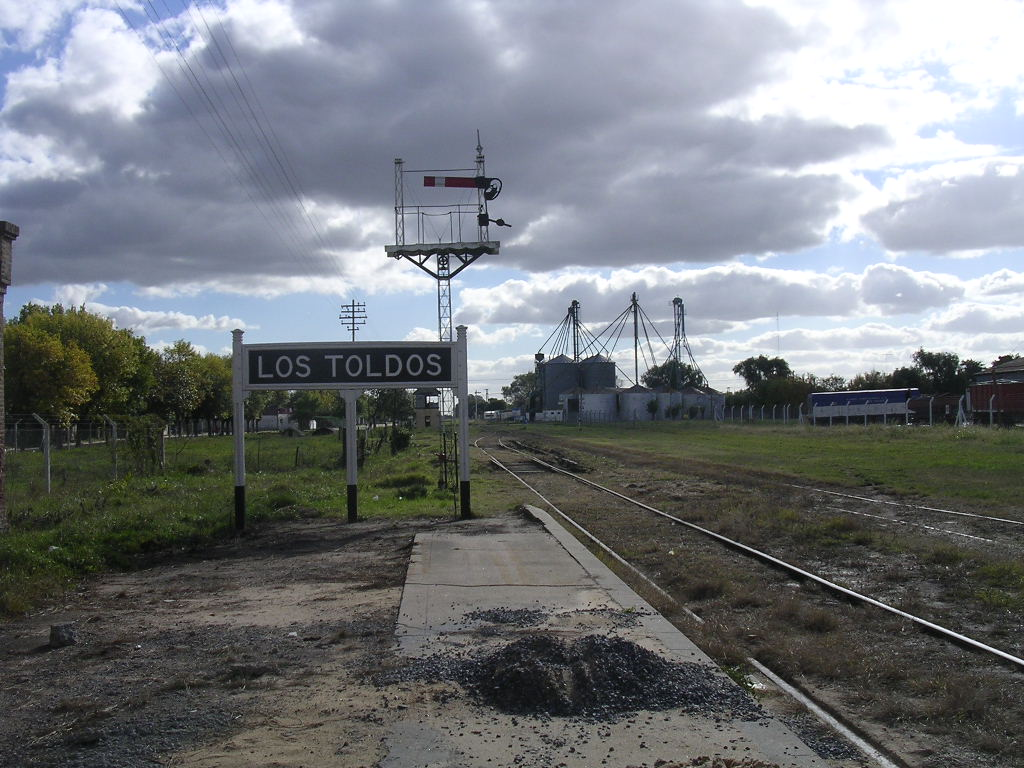
Los Toldos
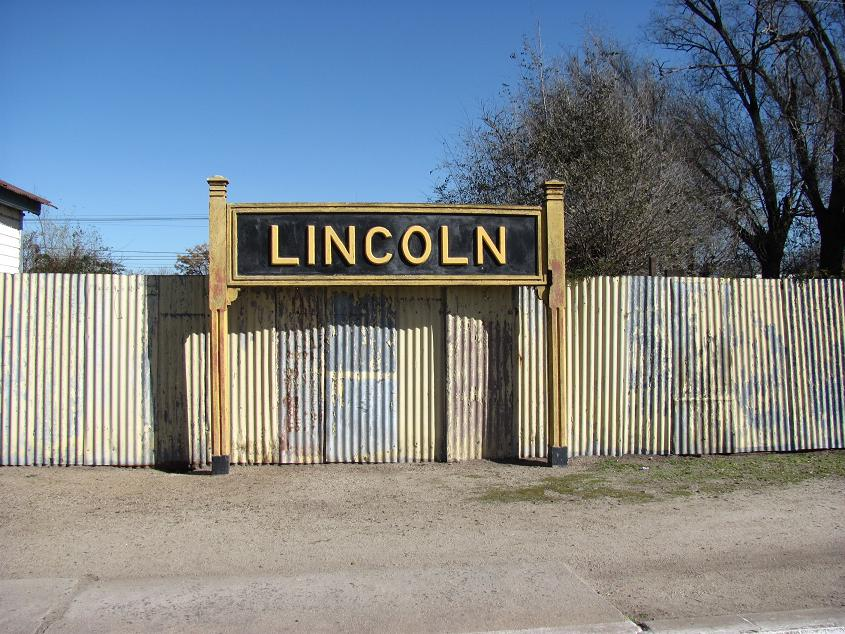
Lincoln
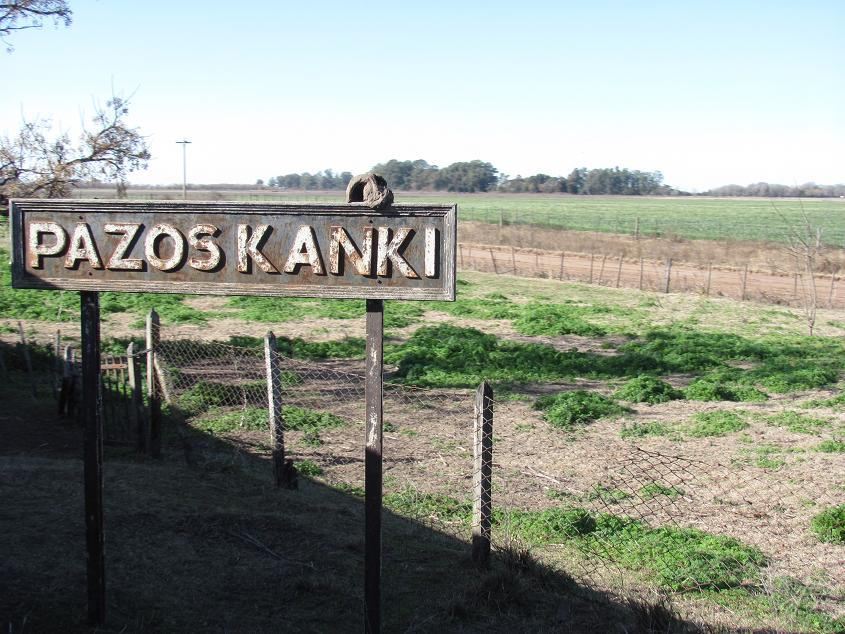
Pazos Kanki
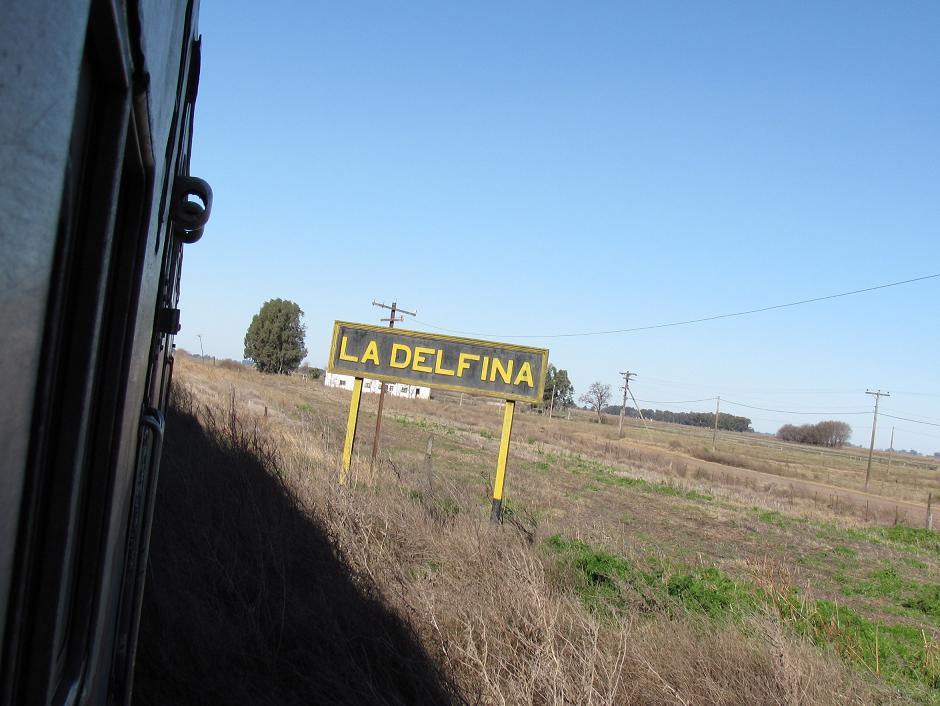
La Delfina
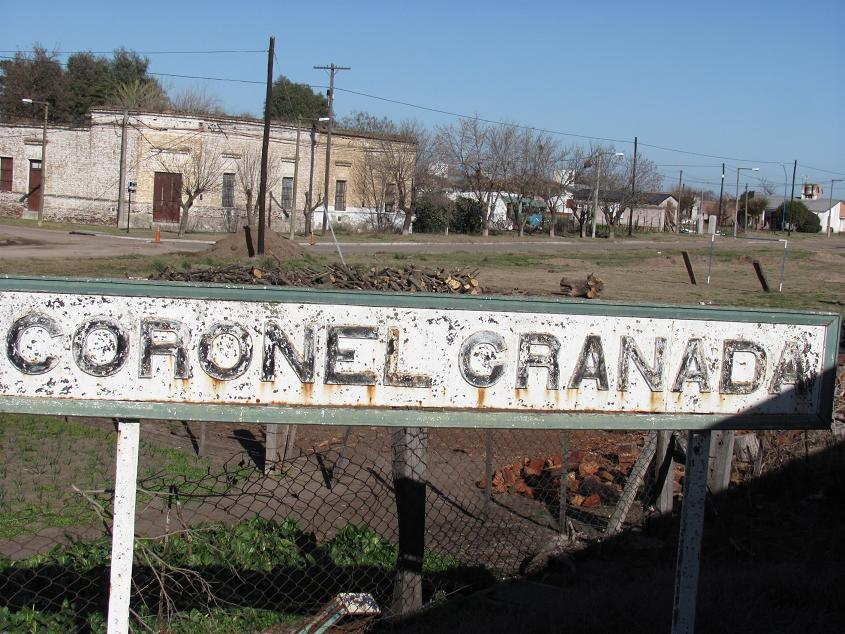
Coronel Granada
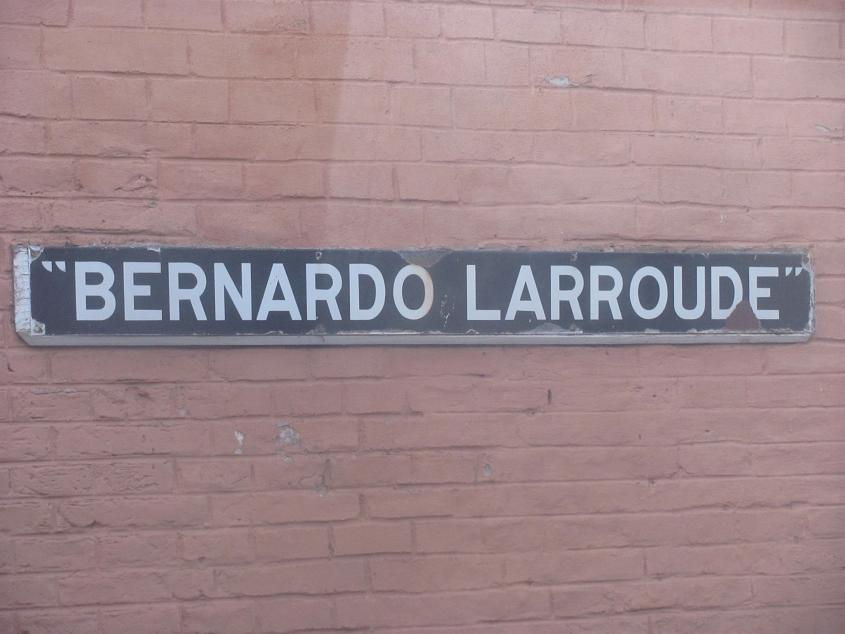
Bernardo Larroudé
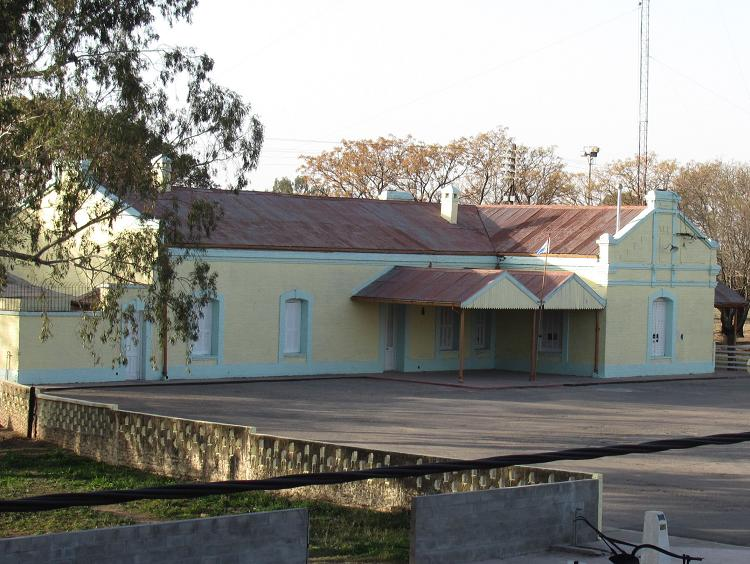
Realicó